# Ruelisheim
Ruelisheim település Franciaországban, Haut-Rhin megyében. Lakosainak száma 2486 fő (2022. január 1.). Ruelisheim Ensisheim, Battenheim, Baldersheim, Wittenheim és Pulversheim községekkel határos.

## Népesség
A település népessége az elmúlt években az alábbi módon változott:
| Lakosok száma | 2297 | 2278 | 2327 | 2297 | 2307 | 2329 | 2384 | 2453 | 2486 |
|               | 2013 | 2015 | 2016 | 2017 | 2018 | 2019 | 2020 | 2021 | 2022 |